# 흰꽃여뀌
흰꽃여뀌는 마디풀과의 여러해살이풀이다.

## 사진

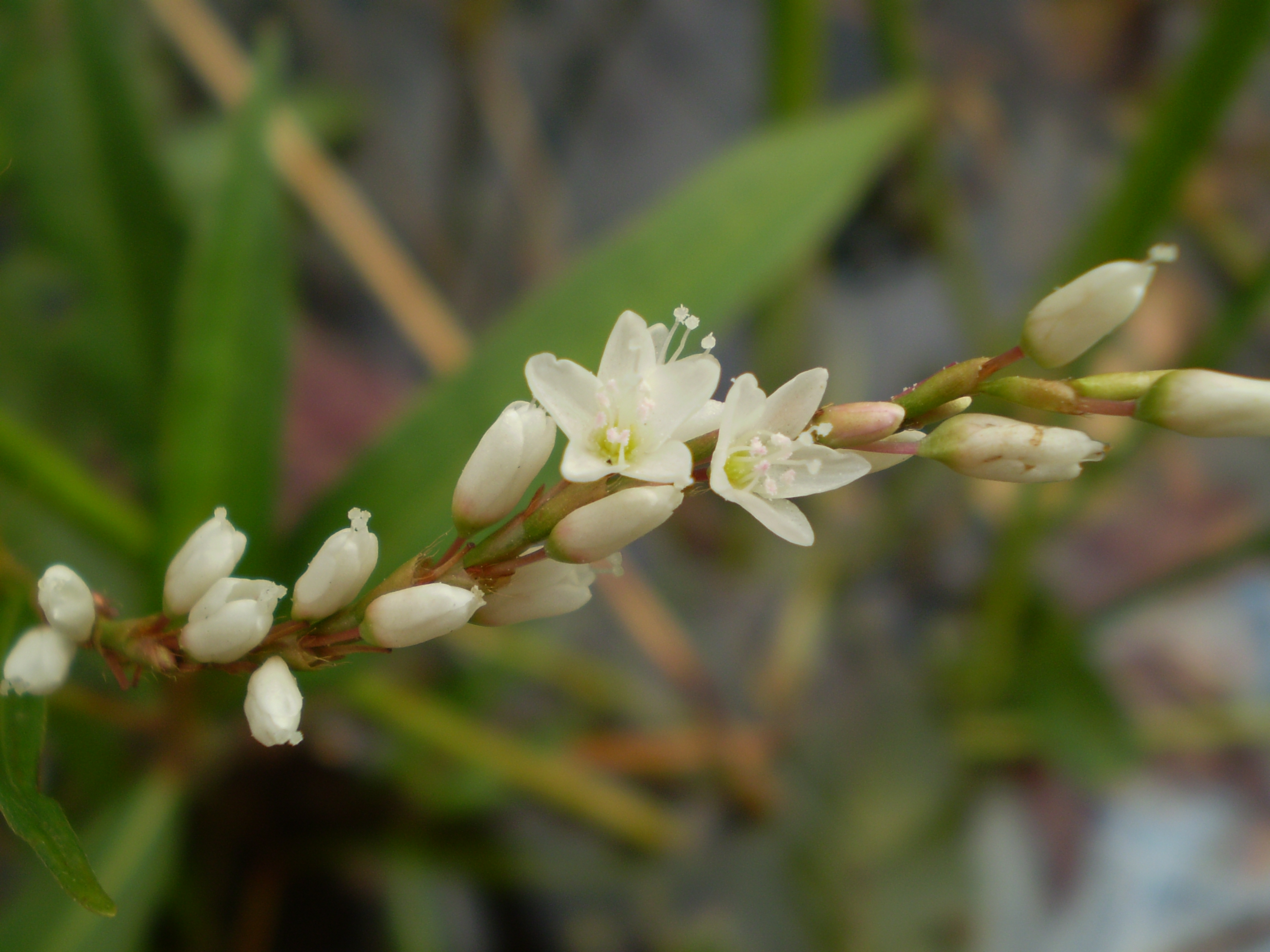
꽃
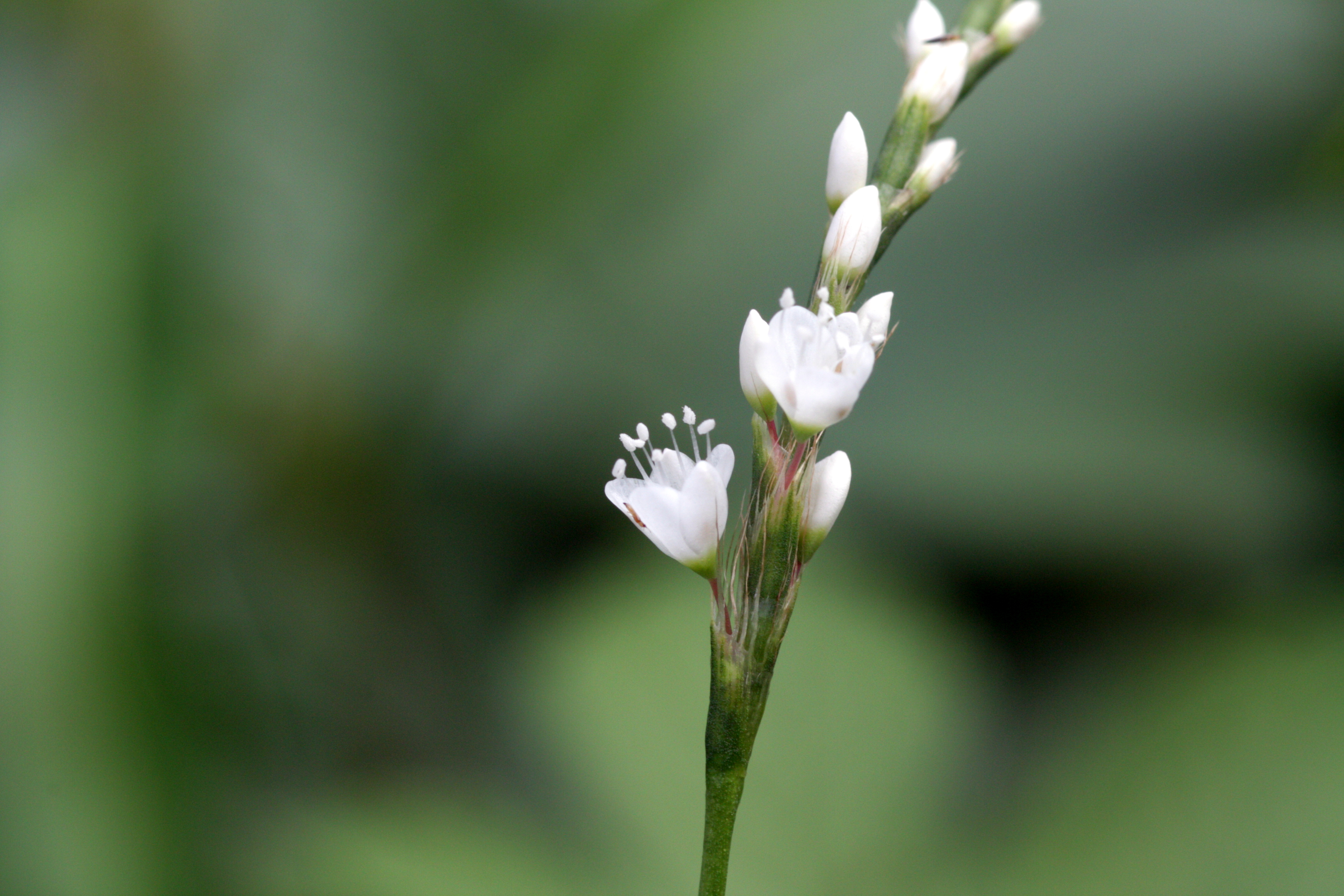
꽃
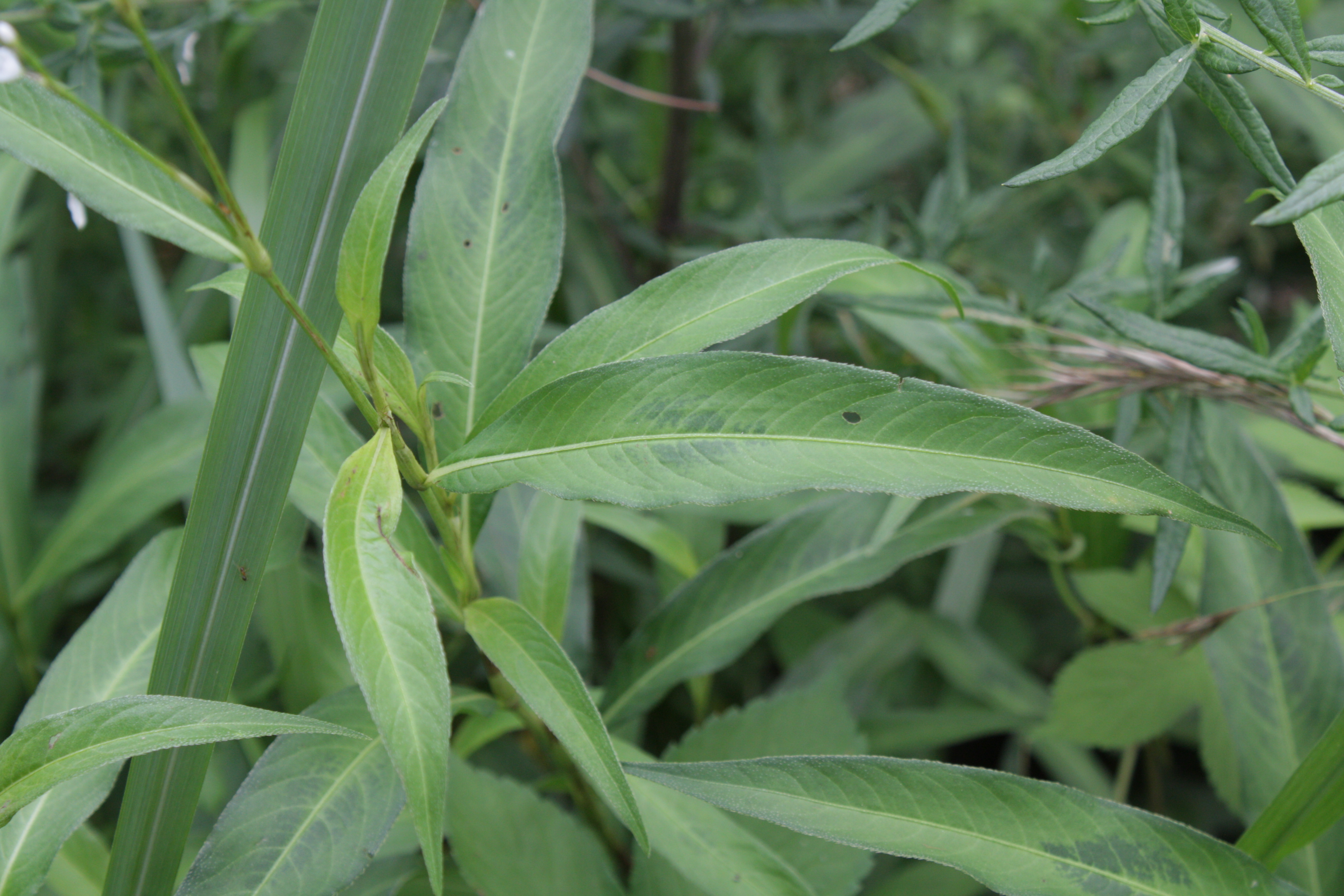
잎